# Jakob Zeiser
Johann Jakob Ernst Zeiser (* 1820; † 21. Februar 1886) war ein deutscher Buchhändler und Verleger aus Nürnberg.

## Leben
Nachdem Jakob Zeiser den Buchhandel bei Tobias Dannheimer in Kempten im Allgäu erlernt hatte, gründete er 1854 in Nürnberg eine eigene Buchhandlung. Jakob Zeiser wurde zudem für Regionalliteratur verlegerisch tätig. Zeiser verlegte z. B. die „Geschichte der Stadt Nürnberg“ von Johann Paul Priem, dem Kustos von der Stadtbibliothek von Nürnberg und dem Stadtarchiv. Unter Mithilfe von Georg Karl Frommann verlegte Zeiser Gedichte von Johann Carl Meißner (1783–1861).
Zeisers Buchhandlung verblieb im Familienbesitz und wurde von seiner Frau Marie und den Söhnen Ferdinand und Heinrich und schließlich von dem Enkel Theodor Zeiser weitergeführt. Im Mai 2004 wurde noch das 150-jährige Bestehen der Jakob Zeiser Buchhandlung gefeiert, diese allerdings inzwischen vom Carl Heymanns Verlag übernommen.